# Nombre de Graetz
El nombre de Graetz {\displaystyle (Gz)} és un nombre adimensional utilitzat en la transferència tèrmica. Proporciona la relació entre la capacitat tèrmica d'un fluid i la calor transmesa per conducció.
Aquest nombre porta el nom del físic alemany Leo Graetz.

## Càlcul
Es defineix de la manera següent:
{\displaystyle Gz={\frac {Q_{m}c_{p}}{\lambda L_{c}}}}
on:
- {\displaystyle \lambda } = conductivitat tèrmica.
- {\displaystyle L_{c}} = longitud característica (sovint es defineix com el diàmetre de la canonada, o el diàmetre hidràulic, per on flueix el fluid).
- {\displaystyle c_{p}} = capacitat tèrmica.
- {\displaystyle Q_{m}} = dèbit màssic.

El nombre de Graetz també es pot definir com:
{\displaystyle \mathrm {Gz} ={D_{H} \over L}\mathrm {Re} \,\mathrm {Pr} }
on
- {\displaystyle D_{H}} = diàmetre en tubs rodons o diàmetre hidràulic en conductes transversals arbitraris.
- {\displaystyle L} = longitud.
- {\displaystyle Re} = nombre de Reynolds.
- {\displaystyle Pr} = nombre de Prandtl.

Quan s'utilitza en càlculs de transferència de massa, el nombre de Prandtl es substitueix pel nombre de Schmidt {\displaystyle (Sc)}, que expressa el quocient entre la difusivitat de la quantitat de moviment i la difusivitat de la massa.
{\displaystyle \mathrm {Gz} ={D_{H} \over L}\mathrm {Re} \,\mathrm {Sc} }

## Límits
Per a materials d'alta temperatura, aquest nombre encara s'aplica a la lava volcànica, però els models i els experiments fets per preparar la construcció de recuperadors de corium han demostrat que no és vàlid per al cas del corium que pugui formar-se al nucli del reactor en cas de pèrdua accidental de les capacitats de refrigeració.